# Vattendomstol
En vattendomstol var förr en specialdomstol som behandlade vattenmål. 

## Vattendomstolarna i Sverige
Enligt 1918 års svenska vattenlag skulle det finnas sex vattendomstolar. Domstolen bestod av en vattenrättsdomare, en teknisk ledamot och två nämndemän. Som andra instans fanns vattenöverdomstolen (vid Svea hovrätt), och som tredje instans Högsta domstolen.
1969 trädde den svenska miljöskyddslagen i kraft. Vid införandet av den nya miljöbalken 1999 övertogs vattendomstolarnas verksamhet av miljödomstol, och senare av mark- och miljödomstolar.
1920 fanns fem vattendomstolar, nämligen Norrbygdens (förlagd till Umeå), Mellanbygdens (Sundsvall), Österbygdens (Hedemora), Söderbygdens (Stockholm) och Västerbygdens (Vänersborg).
Mellanbygdens vattendomstol fanns 1919–1932 och behandlade mål från mellersta Norrland. År 1933 sammanslogs dess område huvudsakligen med Norrbygdens vattendomstol.

### Ordförande i Vattenöverdomstolen
- 1919–1921 Thor Strömman
- 1921–1935 Axel von Oelreich
- 1935–1940 Adam Giertta
- 1940–1947 Erik Bergendal
- 1947–1957 Paul Poss